# Lista de revoluções
Esta é uma lista de revoluções e rebeliões organizada em ordem cronológica.
| Designação                                      | Período        | País(es)                                                                                               | Outras designações                                                                             | Observações |
| ----------------------------------------------- | -------------- | --- | ---------------------------------------------------------------------------------------------- | --- |
| Guerra da Independência Escocesa                | 1296-1333      | Escócia                                                                                                |                                                                                                | Independência da Escócia |
| Revolução de Aves                               | 1383-1385      | Portugal                                                                                               | Crise de 1383-1385                                                                             | Fundação de uma nova dinastia em Portugal, a Casa de Avis, debaixo o rei João I, depois o morte do rei Fernando I sem filhos. |
| Confederação dos Tamoios                        | 1554~1556-1567 | Brasil                                                                                                 |                                                                                                | Com a interferência dos jesuítas Nóbrega e Anchieta que ainda não era nem jesuíta e nem padre, no episódio conhecido como Armistício de Iperó-ig (atual praia da Gávea, Rio de Janeiro), foi selada uma trégua. |
| Guerra dos Oitenta Anos                         | 1568-1648      | Países Baixos                                                                                          | Independência da Holanda                                                                       | Independência dos Países Baixos da Espanha de Filipe II da Dinastia Filipina |
| Guerra dos Segadores                            | 1640-1659      | Catalunha                                                                                              | Sublevação da Catalunha                                                                        | Revolta camponesa contra a presença opressiva de soldados reais e independência da Catalunha da Espanha de Filipe IV da Dinastia Filipina |
| Revolta de Khmelnitski                          | 1648-1653      | Polônia, Rússia e Ucrânia                                                                              | Revolta de Khmenytskyi ou Rebelião de Chmielnicki                                              | Assinado o Tratado de Pereyaslav e o Tratado de Hadiach. Criação da Ucrânia, como estado satélite do Império Russo. |
| Confederação dos Cariris                        | 1683-1713      | Brasil                                                                                                 | Guerra dos Bárbaros                                                                            | Após anos de luta, entrou, em ação, o temível regimento de ordenanças do coronel João de Barros Braga. Essa cavalaria, vestida de couro como os vaqueiros e composta de homens conhecedores do terreno em que pisavam, bem como do modo de guerrear dos indígenas, promoveu uma expedição guerreira em 1713 que subiu pelo vale do Jaguaribe até o Cariri, matando todos os indígenas que encontrou pelo caminho, sem distinção de sexo ou idade. |
| Revolução Gloriosa                              | 1685-1689      | Reino Unido                                                                                            | Revolução sem sangue                                                                           | Deposição do rei Jaime II e inauguração do rei Guilherme III e a rainha Maria II. |
| Revolta de Filipe dos Santos                    | 1720           | Brasil                                                                                                 |                                                                                                | Execução de Filipe dos Santos. O Conde de Assumar impôs todas as suas vontades: as Câmaras se calaram, o povo ficou submisso enquanto a polícia do governador passava a vigiar todo o distrito, com uma legislação pesada que a todos subjugava e as casas de fundição foram então instaladas. |
| Guerras Guaraníticas                            | 1754-1777      | Brasil, Argentina e Uruguai                                                                            |                                                                                                | Assinado o Tratado de Madrid para novas demarcações do terrítio entre o Brasil Colonial e a região espanhola do Rio da Prata. Posteriormente é assinado o Tratado de Santo Ildefonso e, por fim, o Tratado de Badajós. Anexação do Rio Grande do Sul e do Sete Povos das Missões por Portugal e anexação da Colônia do Sacramento pela Espanha. |
| Revolução Industrial                            | ~1760~1830     | Reino Unido                                                                                            |                                                                                                | |
| Revolução Americana                             | 1776           | Estados Unidos                                                                                         |                                                                                                | Independência de treze colônias britânicas como os Estados Unidos da América, debaixo George Washington. |
| Rebelião de Túpac Amaru II                      | 1780-1782      | Peru e Bolívia                                                                                         | Grande Rebelião                                                                                | |
| Revolução Francesa                              | 1789-1799      | França                                                                                                 |                                                                                                | Deposição e execução do rei Luís XVI e proclamação da Declaração dos Direitos do Homem e do Cidadão por a nova Assembléia Nacional. |
| Conjuração Carioca                              | 1794-1795      | Brasil                                                                                                 |                                                                                                | |
| Conjuração Baiana                               | 1796           | Brasil                                                                                                 | Revolução dos Afaiates ou Revolta dos Alfaietes                                                | A revolta resultou em um dos projetos mais radicais do período colonial, propondo idealmente uma nova sociedade igualitária e democrática. Foi barbaramente punida pela Coroa de Portugal. Este movimento, entretanto, deixou profundas marcas na sociedade soteropolitana, a ponto tal que o movimento emancipacionista eclodiu novamente, em 1821, culminando na guerra pela Independência da Bahia. |
| Guerra da Independência da Argentina            | 1810-1816      | Argentina                                                                                              |                                                                                                | Independência da Argentina do Império Espanhol |
| Guerra da Independência do Chile                | 1810-1826      | Chile                                                                                                  | Independência do Chile                                                                         | Independência do Chile da Espanha |
| Revolução Pernambucana                          | 1817           | Brasil                                                                                                 | Revolução dos Padres ou Insurreição Pernambucana                                               | Dominada a revolução, foi desmembrada de Pernambuco, com sanção de João VI de Portugal, a comarca de Alagoas, cujos proprietários rurais haviam se mantido fiéis à Coroa, e como recompensa, puderam formar uma província independente. Apesar dos revolucionários terem ficado no poder menos de três meses, conseguiram abalar a confiança na construção do império americano sonhado por D. João VI. A coroa nunca mais estaria segura de que seus súditos eram imunes à contaminação das ideias responsáveis pela subversão da antiga ordem na Europa.                                             |
| Revolução liberal do Porto                      | 1820           | Portugal                                                                                               |                                                                                                | Adopção de uma constituição em Portugal depois protestas em Porto e outras cidades portuguesas. |
| Guerra da Independência do Brasil               | 1822-1825      | Brasil                                                                                                 | Independência do Brasil                                                                        | Reconhecimento, por Portugal, da nação e do Estado brasileiro |
| Revolução Farroupilha                           | 1835-1845      | Brasil                                                                                                 | Guerra dos Farrapos                                                                            | Proclamação da independente República Rio-Grandense sobre território português na América do Sul. |
| Revoltas liberais de 1842                       | 1842           | Brasil                                                                                                 |                                                                                                | Foram movimentos sediciosos que agitaram o Brasil durante o Império, promovidos e organizados pelo Partido Liberal, que contestava a elevação do Partido Conservador ao poder. A queda do Gabinete Liberal e a ascensão do Gabinete Conservador e suas reformas são os fatores que provocaram a rebelião de 1842, em São Paulo e Minas Gerais. |
| Guerra de Independência da República Dominicana | 1844-1856      | Haiti e República Dominicana                                                                           |                                                                                                | Independência da República Dominicana do Haiti e anexação da mesma pela Espanha |
| Revoluções de 1848                              | 1848           | Alemanha, Áustria, França, Hungria, Itália                                                             |                                                                                                | Protestas contra autocracia real em os países de Europa ; abdicação do rei Luís Filipe da França e proclamação da Segunda República Francesa. |
| Guerra da Restauração (República Dominicana)    | 1863-1865      | República Dominicana                                                                                   |                                                                                                | Independência de facto da República Dominicana da Espanha |
| Revolta de Janeiro                              | 1863-1865      | Polônia e Rússia                                                                                       |                                                                                                | |
| Revolução de 1868                               | 1868           | Espanha                                                                                                |                                                                                                | |
| Revolta Herzegovina                             | 1875-1878      | Bósnia e Herzegovina, Sérvia e Montenegro                                                              |                                                                                                | No Tratado de Berlim decidiu-se que a Bósnia e Herzegovina, mantendo-se nominalmente sob soberania turca, seria ocupada e governada pela Áustria-Hungria. |
| Revolta de Abril (1876)                         | 1876           | Bulgária                                                                                               |                                                                                                | Restabelecimento, indiretamente, da Bulgária em 1878. |
| Guerra de Independência Cubana                  | 1895-1898      | Cuba                                                                                                   | Guerra de 95                                                                                   | Independência de Cuba do Império Espanhol |
| Revolução Filipina                              | 1896-1898      | Filipinas                                                                                              |                                                                                                | Independência das Filipinas do Império Espanhol e a proclamação da Primeira República das Filipinas. |
| Revolução Acriana                               | 1899-1903      | Brasil e Bolívia                                                                                       | Guerra do Acre                                                                                 | Anexação do Acre pelo Brasil |
| Revolução Russa de 1905                         | 1905           | Rússia                                                                                                 |                                                                                                | Criação de uma assembleia na Rússia depois derrota em a Guerra Russo-Japonesa e protestas contra a autocracia do czar. |
| Revolução Mexicana                              | 1910-1928      | México                                                                                                 |                                                                                                | Deposição do Presidente do Mexico, Porfirio Díaz, e fundação do Partido Revolucionário Institucional. |
| Revolução Chinesa                               | 1911           | China                                                                                                  |                                                                                                | Deposição do imperador Pu Yi e proclamação de uma república debaixo Sun Yat-sen. |
| Revolução Russa de 1917                         | 1917           | Rússia                                                                                                 |                                                                                                | Abdicação e execução do Czar Nicolau II, e mais tarde triunfo dos Bolcheviques e do Marxismo-Leninismo. |
| Revolução Russa de 1918                         | 1918           | Rússia                                                                                                 |                                                                                                | Tentativa contra os Bolcheviques por os Mencheviques e outros grupos esquerdos de oposição. |
| Revolução Ucraniana                             | 1917 - 1921    | Ucrânia                                                                                                | Revolução Makhnovista, Makhnovshchina                                                          | Tentativa de implantação do Comunismo libertário pela guerrilha, por Nestor Makhno na Ucrânia. |
| Intentona Comunista                             | 1935           | Brasil                                                                                                 | Revolta Vermelha de 35, Revolta Comunista de 35, Levante Comunista, e Levantes Anti-Fascistas, | Foi uma tentativa de golpe contra o governo de Getúlio Vargas realizado em 23 de novembro de 1935 por militares, em nome da Aliança Nacional Libertadora, com apoio do Partido Comunista Brasileiro (PCB) e do Comintern. |
| Revolução Espanhola                             | 1936-1939      | Espanha                                                                                                |                                                                                                | |
| Revolta dos Marinheiros de 1936                 | 1936           | Portugal                                                                                               | Motim dos Barcos do Tejo                                                                       | Foii um levantamento militar ocorrido a 8 de Setembro de 1936 a bordo dos navios Armada Portuguesa NRP Dão, NRP Bartolomeu Dias e NRP Afonso de Albuquerque. O levantamento foi organizada pela Organização Revolucionária da Armada, uma estrutura ligada ao Partido Comunista Português que visava a solidariedade com as forças republicanas em Espanha. A rebelião foi esmagada, resultando na morte de 10 marinheiros e na deportação de outros 60 para o Campo de Concentração do Tarrafal. Foram demitidos diversos oficiais e sargentos. Foi o último desafio militar ao Estado Novo até 1974. |
| Revolução Egípcia de 1952                       | 1952           | Egito                                                                                                  |                                                                                                | Deposição do rei Faruk e proclamação de uma república no Egito debaixo Gamal Abdel Nasser. |
| Revolução Cubana                                | 1953-1959      | Cuba                                                                                                   |                                                                                                | O ditador Fulgencio Batista é deposto e o líder comunista Fidel Castro é triunfante. |
| Revolução Húngara de 1956                       | 1956           | Hungria                                                                                                |                                                                                                | Campanha por reforma política na Hungria é esmagada por os soviéticos. |
| Revolução de 14 de Julho                        | 1958           | Iraque                                                                                                 |                                                                                                | Assassinato do rei Faiçal II do Iraque e seus familiares e proclamação de uma república no Iraque. |
| Revolução Cultural Chinesa                      | 1966           | China                                                                                                  |                                                                                                | Campanha por Mao Tsé-tung a reformar e radicalizar o Partido Comunista Chinês. |
| Primavera de Praga                              | 1968           | Checoslováquia                                                                                         |                                                                                                | Campanha por reforma política na Checoslováquia é esmagada por os soviéticos. |
| Revolução dos Cravos                            | 1974           | Portugal                                                                                               | 25 de Abril                                                                                    | Um golpe militar em Portugal termina o regime de direita e uma Assembleia Constituinte é fundada. |
| Revolução de Saur                               | 1978           | Afeganistão                                                                                            |                                                                                                | Assassinato do líder Mohammed Daoud Khan e triunfo do comunismo no Afeganistão. |
| Revolução Iraniana                              | 1979           | Irã |                                                                                                | Deposição do Xá Mohammad Reza Pahlavi e fundação de uma república islâmica no Irã. Mais tarde, uma guerra começa contra Iraque. |
| Revoluções de 1989                              | 1989           | Alemanha Oriental, Bulgária, Checoslováquia, Hungria, Polônia, Romênia                                 | Queda do Socialismo                                                                            | Dissolução dos regimes socialistas na Polônia e na Hungria; queda do Muro de Berlim; demissão do líder comunista na Bulgária; queda do regime socialista na Checoslováquia; deposição e execução do ditador romeno Nicolae Ceaușescu. |
| Revolução Bulldozer                             | 2000           | Jugoslávia                                                                                             |                                                                                                | Deposição do presidente jugoslavo, Slobodan Milošević. |
| Revolução Rosa                                  | 2003           | Geórgia                                                                                                |                                                                                                | Deposição do Presidente da Geórgia, Eduard Shevardnadze. |
| Revolução Laranja                               | 2004 - 2005    | Ucrânia                                                                                                |                                                                                                | Protestas de fraude eleitoral resultam em a eleição de Viktor Yushchenko como Presidente da Ucrânia. |
| Revolução das Tulipas                           | 2005           | Quirguistão                                                                                            |                                                                                                | Deposição do Presidente do Quirguistão, Askar Akayev. |
| Primavera Árabe                                 | 2010-2012      | Arábia Saudita, Argélia, Bahrein, Egito, Iémen, Iraque, Jordânia, Líbia, Marrocos, Omã, Síria, Tunísia | Revoluções Árabes                                                                              | Deposições de Zine El Abidine Ben Ali na Tunísia e de Hosni Mubarak no Egito; uma guerra civil na Líbia resulta em a queda de seu regime, e o morte de Muammar al-Gaddafi; o presidente do Iémen deixa em 2012; protestas por reforma na Argélia, Omã, Marrocos, Jordânia, Iraque e Arábia Saudita; manifestações no Bahrein; uma guerra civil começa na Síria. |